# تبارشناسی ژنتیکی
تبارشناسی ژنتیکی (به انگلیسی: Genetic genealogy) استفاده از آزمایش‌های تبارشناسی دی‌ان‌ای، به عنوان نمونه، رخ‌نمانگاری دی‌ان‌ای و آزمایش دی‌ان‌ای، در ترکیب با روش‌های سنتی تبارشناسی، برای استنتاج روابط ژنتیکی بین افراد است. این کاربرد ژنتیک از وقتی که در قرن بیست و یکم آزمایش‌های دی‌ان‌ای مقرون به‌صرفه شد، توسط مورخان خانوادگی مورد استفاده قرار گرفت. این آزمون‌ها توسط گروه‌های غیرحرفه‌ای مانند گروه‌های مطالعه نام‌خانوادگی یا گروه‌های تبارشناسی منطقه‌ای و همچنین پروژه‌های تحقیقاتی مانند پروژه ژنوگرافیک ترویج شده‌اند.
تا سال ۲۰۱۹، حدود ۳۰ میلیون نفر مورد آزمایش قرار گرفته‌اند.

## پیشینه

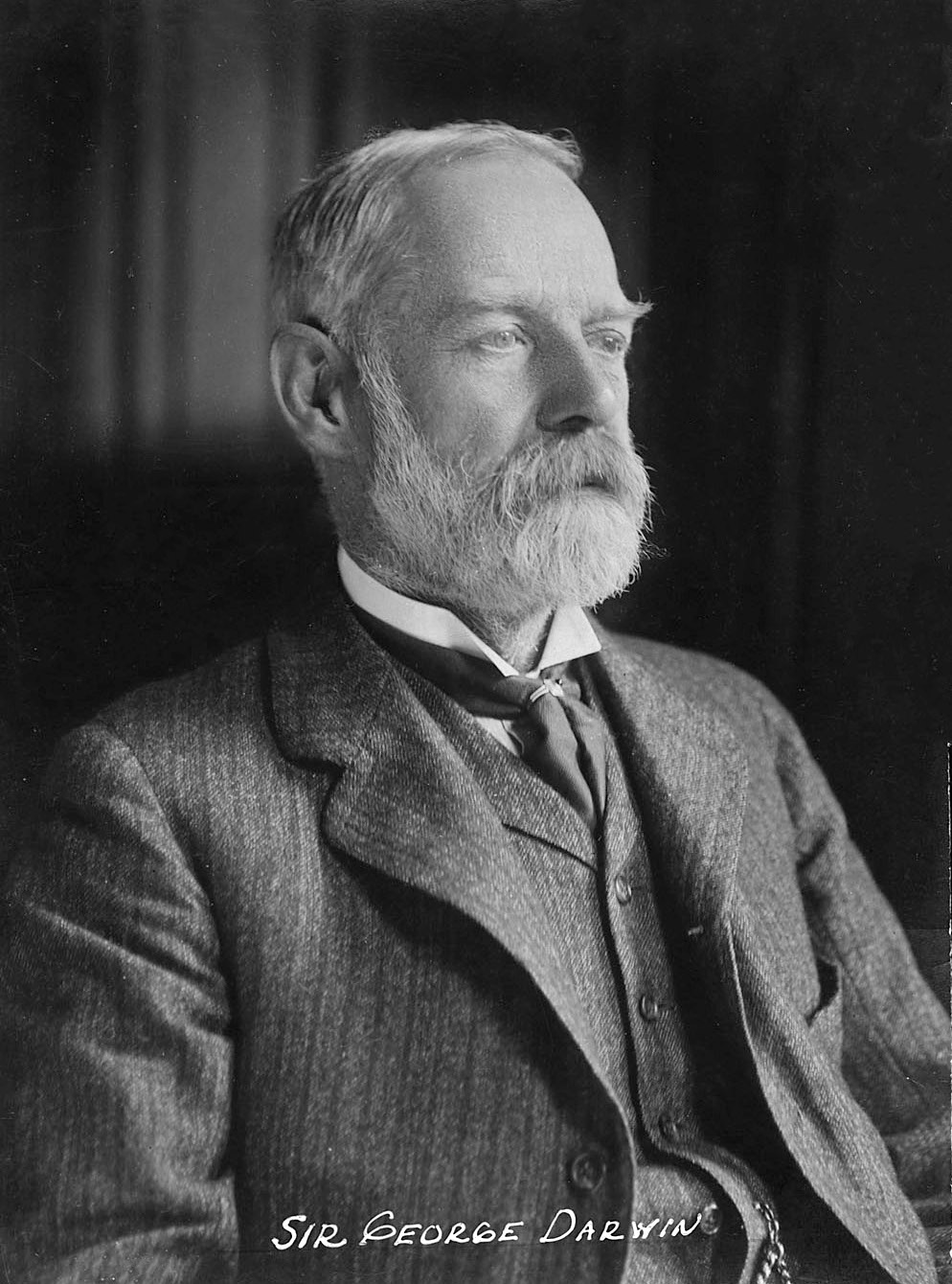
جورج داروین، پسر چارلز داروین

جستجوی نام خانوادگی در ژنتیک را می‌توان به جورج داروین نسبت داد.